# Grande Jacquerie

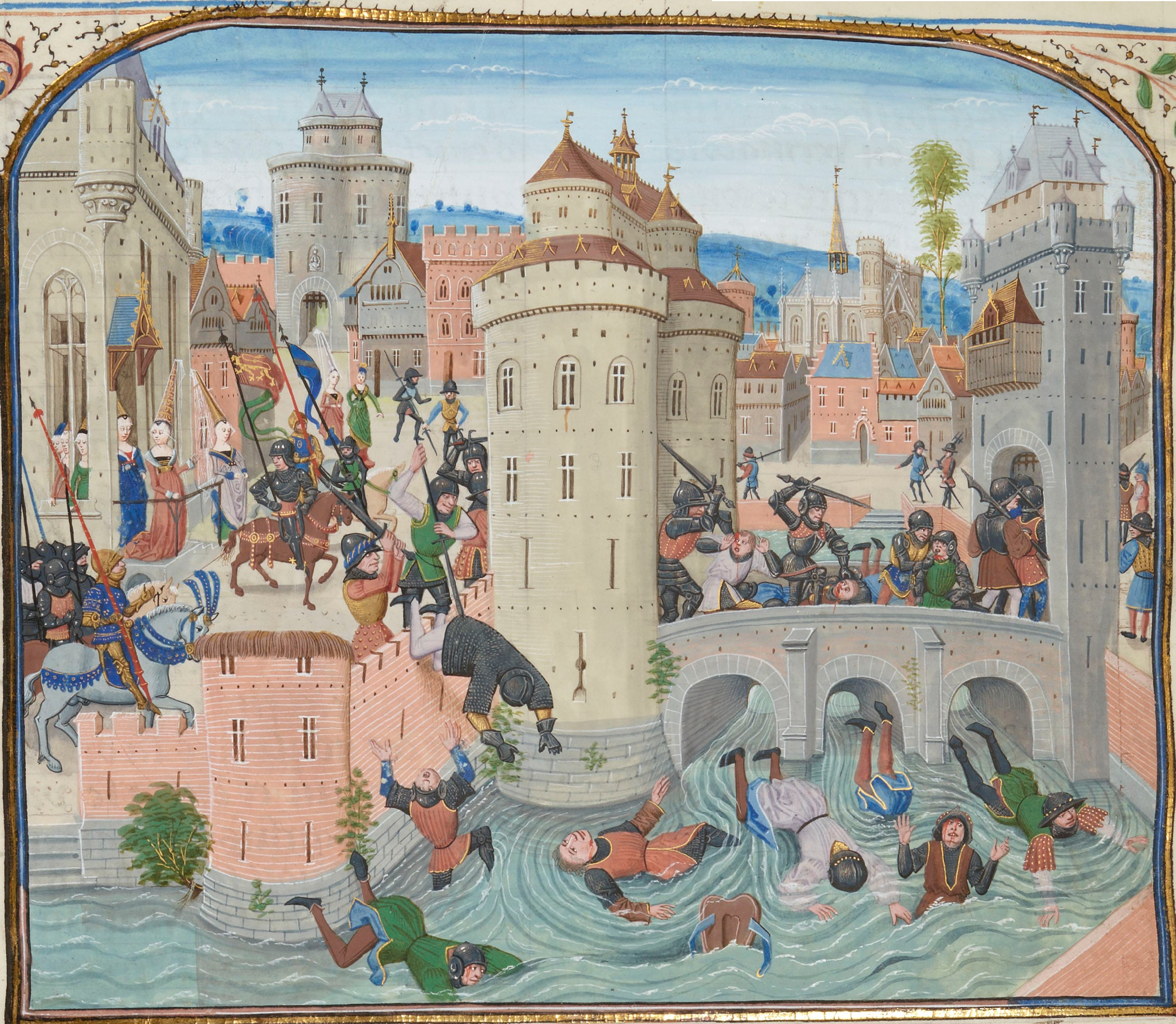
Representação de uma jacquerie presente em Crónicas de Jean Froissart

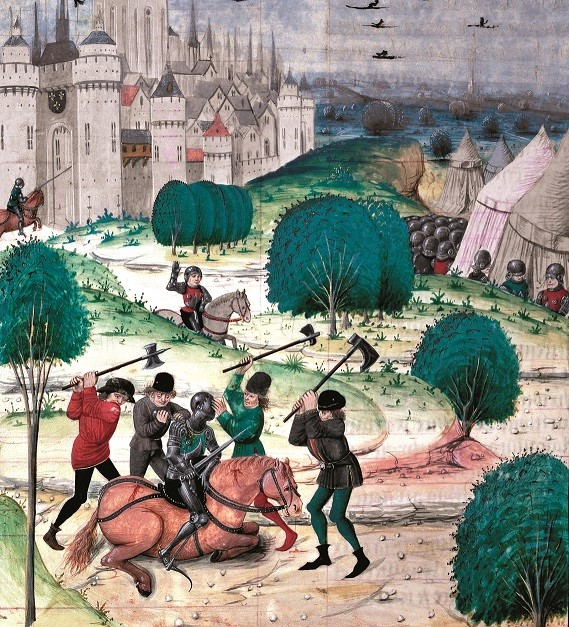
Crónicas de Jean Froissart

A Grande Jacquerie foi uma revolta camponesa que ocorreu em 1358 em diversas regiões do norte da França, tais como: Ilha de França, Picardia, Champanhe, Artésia e Normandia. Nessa época, a França vivia um contexto de crise política, social e militar, causada pelas derrotas sofridas no Primeiro Período da Guerra dos Cem Anos (1337-1364), em particular, a derrota sofrida na Batalha de Poitiers, em 1356; e pela Peste Negra, que teve seu auge, entre 1343 e 1353.
Alguns afirmam que essa denominação decorreu do fato de a revolta ter sido liderada por Jacques Bonhomme, outros afirmam que a denominação decorreu do fato de que os camponeses franceses da época utilizavam jaquetas curtas, conhecidas como "Jacques".

## Antecedentes
Em 1356, a França sofreu uma grave derrota na Batalha de Poitiers, que, além das perdas militares, resultou na exigência de um vultuoso resgate em decorrência do aprisionamento do Rei João II.
Em 22 de fevereiro de 1358, ocorreu um motim que resultou na invasão do "Palais de la Cité" em Paris, residência do Delfim Carlos, futuro Rei Carlos V de França.

## A Revolta
Entre 23 e 28 de maio de 1358, teve início a revolta, na fronteira entre a Ilha de França e Clermontois, mais precisamente na pequena aldeia de Saint-Leu-d'Esserent.
Entre os dias 9 e 10 de junho, a revolta foi esmagada perto de Mello por um exército de nobres reunidos pelo Rei Carlos II de Navarra.